# Mangifera collina
Espèce
Statut de conservation UICN

 EN A2ac; B1ab(i,ii,iii,iv,v) : En danger
Mangifera collina est une espèce de plantes à fleurs de la famille des Anacardiaceae endémique de Thaïlande.